# Clínica Tavistock

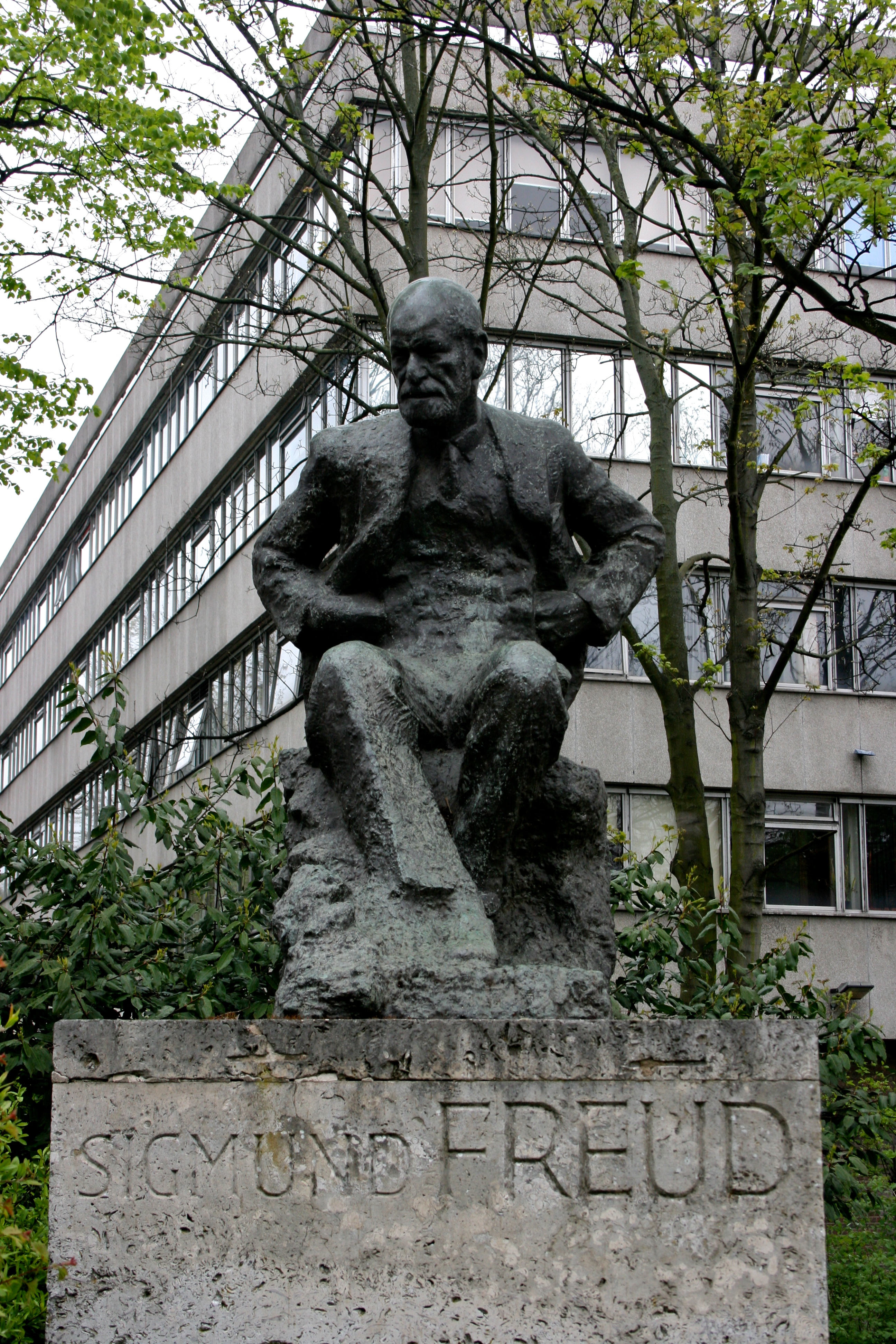
Fachada do edifício da Clínica Tavistock, em Londres, com estátua de Sigmund Freud.

Clínica Tavistock (Tavistock Clinic) é uma clínica especializada em psicoterapia analítica. Ela foi criada em 1920, em Londres, sendo uma das mais famosas clínicas na história da psicanálise e na Inglaterra, por três épocas. A primeira época diz respeito ao seu fundador – Dr. Hugh Crichton Miller – neurologista que inventou um tratamento específico para tratar as neuroses de guerra dos soldados ingleses. Na segunda época, com o Diretor Dr. Stherland, foi incorporada ao Serviço Nacional de Saúde Britânica (National Health Service - NHS), em 1948. Entre os psicanalistas que por lá passaram, destacam-se: John Bowlby, John Rockman, Esther Bick, Michael Balint, Wilfred Bion, Donald Meltzer, Neville Symington, Donald Woods Winnicott e Jonh Steiner. A Clínica Tavistock tem influências dos psicanalistas de Viena e de Zurique. Sigmund Freud foi vice-presidente, bem como Carl Gustav Jung. Em 1947, John Bowlby foi o diretor médico. Essa instituição rapidamente tornou-se conhecida internacionamente como líder em teorias de Saúde mental e tratamentos. A Clínica Tavistock e a Clínica Portman juntaram-se em 1994 e, em 2006, combinadas tornaram-se a Tavistock and Portman NHS trust. Atualmente,  Tavistock and Portman NS Foundation Trust é um instituto especializado em saúde mental no norte de Londres. Agora, atua com Assistência Social e Saúde Mental. A entidade ganhou reputação internacional nessas áreas e é constituída por serviços clínicos, educação profissional e investigação científica.

## História
Após a Primeira Guerra Mundial, a "Nova Psicologia" (Psicanálise) surgiu como uma alternativa à psiquiatria tradicional, que era aplicada em asilos (manicômios). O Dr. Hugh Crichton-Miller fundou a Clínica Tavistock em 1920, aplicando o que ele aprendeu tratando vítimas de traumas durante a Primeira Grande Guerra para fornecer tratamento a civis com distúrbios mentais. Embora influenciado por Freud e Jung, ele também usou sua própria experiência médica e sua fé para guiar sua abordagem.
Entre as figuras mais influentes da história da Clínica Tavistock estava o Dr. Wilfred Bion. Com o colega psiquiatra do exército e psicanalista Dr. John Rickman, Bion foi pioneiro na criação de uma comunidade terapêutica para soldados. Essas inovações levaram a métodos experimentais de aprendizado e liderança que mudaram a forma como a Clínica foi organizada. Adotou um modelo democrático em que todos os cargos de direção eram eleitos. Isso continuou até que se tornou um Instituto do NHS (National Health Service) em 1994. Equipes multidisciplinares - incluindo psiquiatras, psicólogos clínicos e educacionais, assistentes sociais e psicoterapeutas infantis - compartilham a responsabilidade clínica em vez de submetê-las a psiquiatras. Na formação de pós-graduação, a aprendizagem tornou-se principalmente uma discussão face a face de material clínico ou teórico apresentado nos seminários.
Outra figura importante, o Dr. John Bowlby, estabeleceu o primeiro treinamento britânico em psicoterapia infantil, liderado por Esther Bick, que incluiu um novo método de observação infantil naturalista que agora é parte essencial da psicoterapia infantil e da maioria dos treinamentos de psicoterapia psicanalítica. O Instituto cresceu e se tornou o maior treinador de psicoterapeutas infantis no Reino Unido, assumindo um papel de liderança na abordagem da escassez nacional de profissionais treinados através de colaborações em todo o Reino Unido. Os cursos de observação psicanalítica altamente bem sucedidos originalmente estabelecidos por Martha Harris continuam a atrair estudantes de todo o mundo e foram replicados em centros internacionais.
Em 1949, Bowlby começou a fazer terapia familiar, um método quase inédito em qualquer outro lugar. Na década de 1970, ele passou a apoiar o treinamento criado pelo Dr. John Byng Hall e Rosemary Whiffen. Abraçando as idéias de Gregory Bateson, Salvador Minuchin, Mara e Selvini Palazzoli, a terapia sistêmica no Tavistock tornou-se internacionalmente respeitada, tanto por seu treinamento como fonte de escrita e pesquisa. O curso de qualificação em terapia familiar, o primeiro no Reino Unido, continua sendo realizado anualmente desde 1975.
Na década de 1970, o Dr. David Malan liderou a pesquisa sobre o processo de psicoterapia breve com adultos usando gravadores de vídeo. Seu livro de 1976, Psicoterapia Individual e a Ciência da Psicodinâmica (Individual Psychotherapy and the Science of Psychodynamics), tem sido um best-seller global. Mais recentemente, o Tavistock Adult Depression Study (TADS) foi o primeiro estudo controlado randomizado no NHS a estabelecer se a psicoterapia psicanalítica de longa duração fornece alívio para pacientes que sofrem de depressão crônica não auxiliada por outros tratamentos. Publicado em 2015, a pesquisa mostrou uma melhora marcante e duradoura para aqueles que recebem psicoterapia psicanalítica, demonstrando os benefícios de abordar as questões pessoais e psicológicas subjacentes à depressão crônica.